# Astronia candolleana
Astronia candolleana är en tvåhjärtbladig växtart som beskrevs av Célestin Alfred Cogniaux. Astronia candolleana ingår i släktet Astronia och familjen Melastomataceae. Inga underarter finns listade i Catalogue of Life.